# Урания мадагаскарская
Ура́ния мадагаска́рская, или Хризири́дия мадагаскарская (лат. Chrysiridia rhipheus) — вид дневных бабочек рода Chrysiridia семейства урании (Uraniidae). Эндемик Мадагаскара.
Впервые вид был описан в 1773 году британским энтомологом Дрю Друри и первоначально помещён в род Настоящие парусники (Papilio). В 1823 году немецкий энтомолог Яков Хюбнер отнёс этот вид к роду Chrysiridia, в составе которого он находится и сейчас.
Размах крыльев 70—110 мм. Чешуйки, покрывающие крылья, создают радужный рисунок из красных, жёлтых, голубых и зелёных тонов на чёрном фоне. Благодаря форме и окраске крыльев считается одной из самых красивых бабочек в мире. Как и многие другие представители подсемейства Uraniinae, эта бабочка обладает сходством с представителями семейства парусников (Papilionidae), которое проявляется в яркой окраске крыльев и наличии на задних крыльях длинных выростов — «хвостиков».

## История открытия и систематика

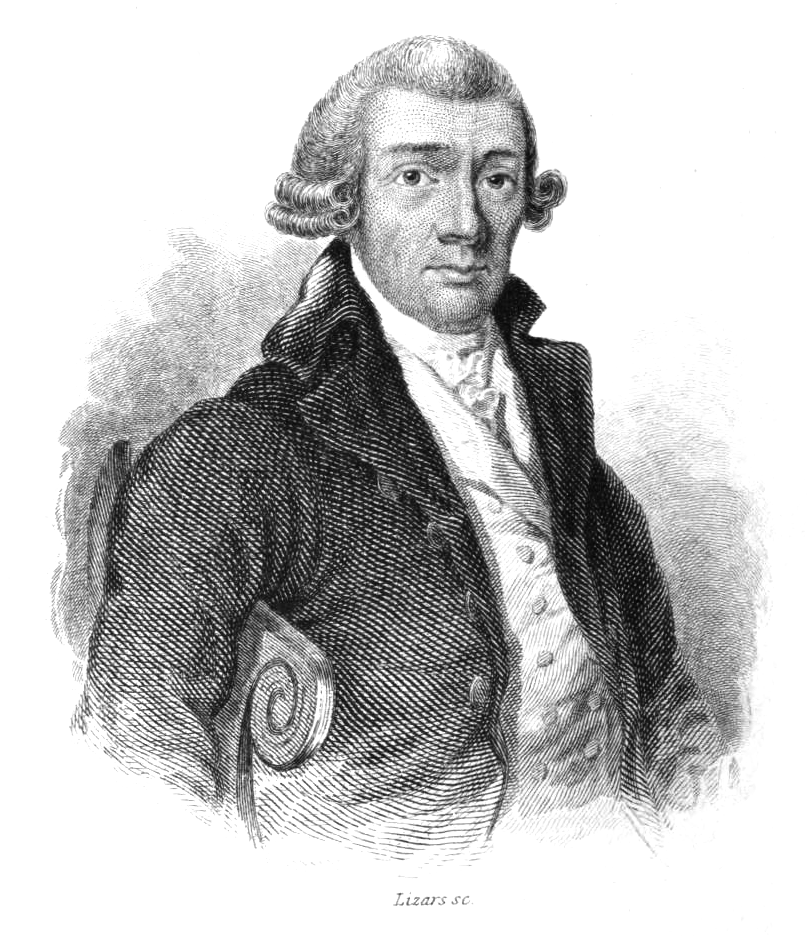
Дрю Друри — британский энтомолог, впервые описавший данный вид

Первое научное описание вида было сделано в 1773 году британским энтомологом Дрю Друри по экземпляру, «привезённому из Китая и на момент зарисовки находившемся во владении капитана Мэя из Хаммерсмита». Исследователь поместил этот «несомненно неописанный вид» в род Papilio, присвоив ему название Papilio rhipheus. При этом никаких указаний на этимологию видового эпитета ripheus Друри не оставил. Первоначальное представление о китайском происхождении описанного экземпляра впоследствии было поставлено под сомнение. По мнению голландского энтомолога Питера Крамера экземпляр был добыт в Чандраннагаре (Западная Бенгалия), однако он обозначил его французским названием «page de Chadernagor». Позднее было установлено, что данный вид является эндемичным для Мадагаскара.
В 1823 году Якоб Хюбнер переместил мадагаскарскую уранию в состав рода Chrysiridia.
В настоящее время к этому роду относят ещё один восточноафриканский вид — Chrysiridia croesus (Gerstaeker, 1871), со схожей формой и окраской крыльев. Ареал последнего охватывает Мозамбик, Танзанию, Зимбабве, Кению. А её гусеницы питаются на растениях Mangifera indica, Terminalia catappa.
В близком родстве с Chrysiridia состоят два других рода из подсемейства Uraniinae: Urania и Alcides. В качестве синапоморфии этих трёх родов рассматривают переход гусениц этих бабочек от питания растениями рода Endospermum к роду Omphalea.

## Описание

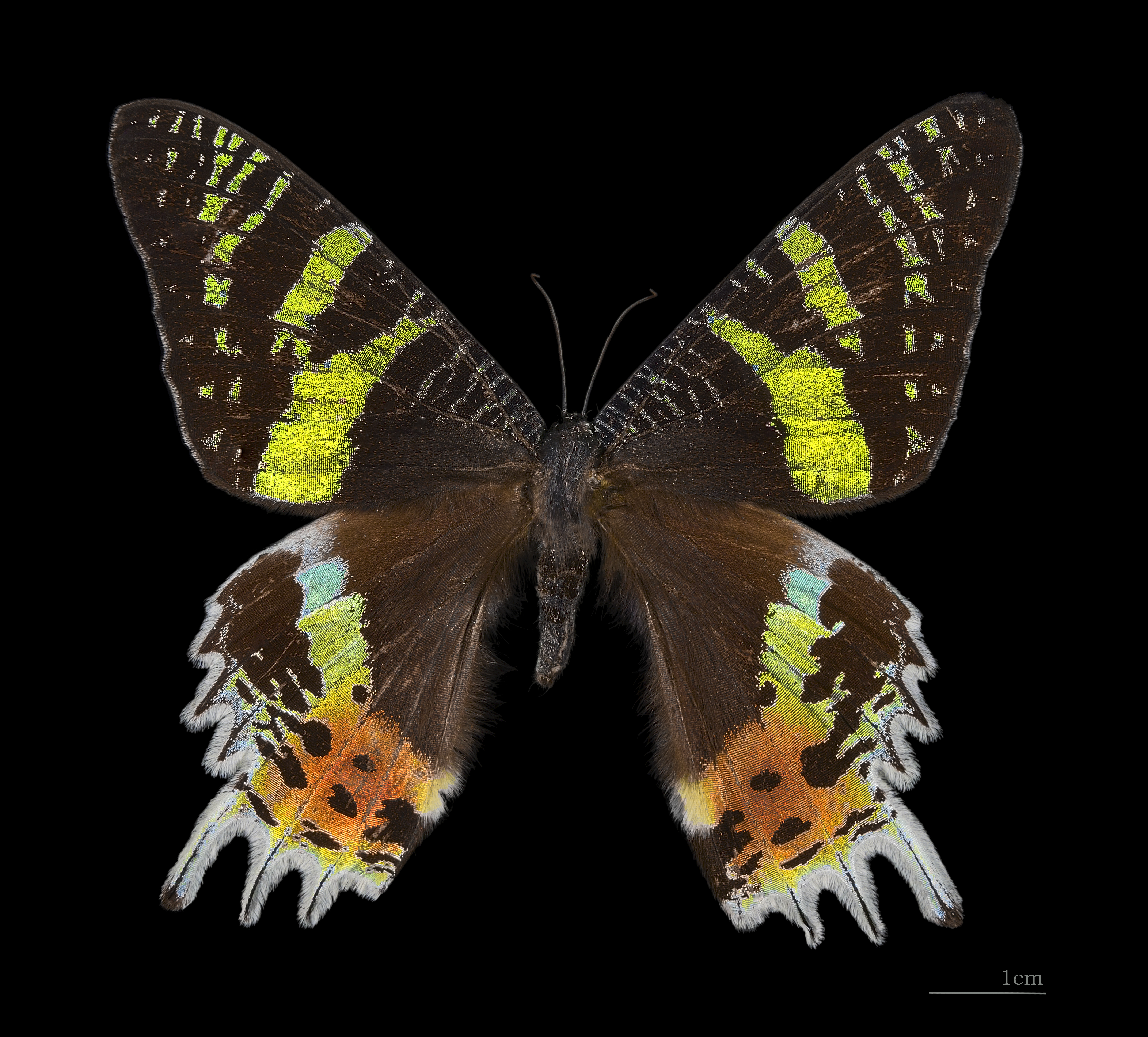
Верхняя сторона крыльев

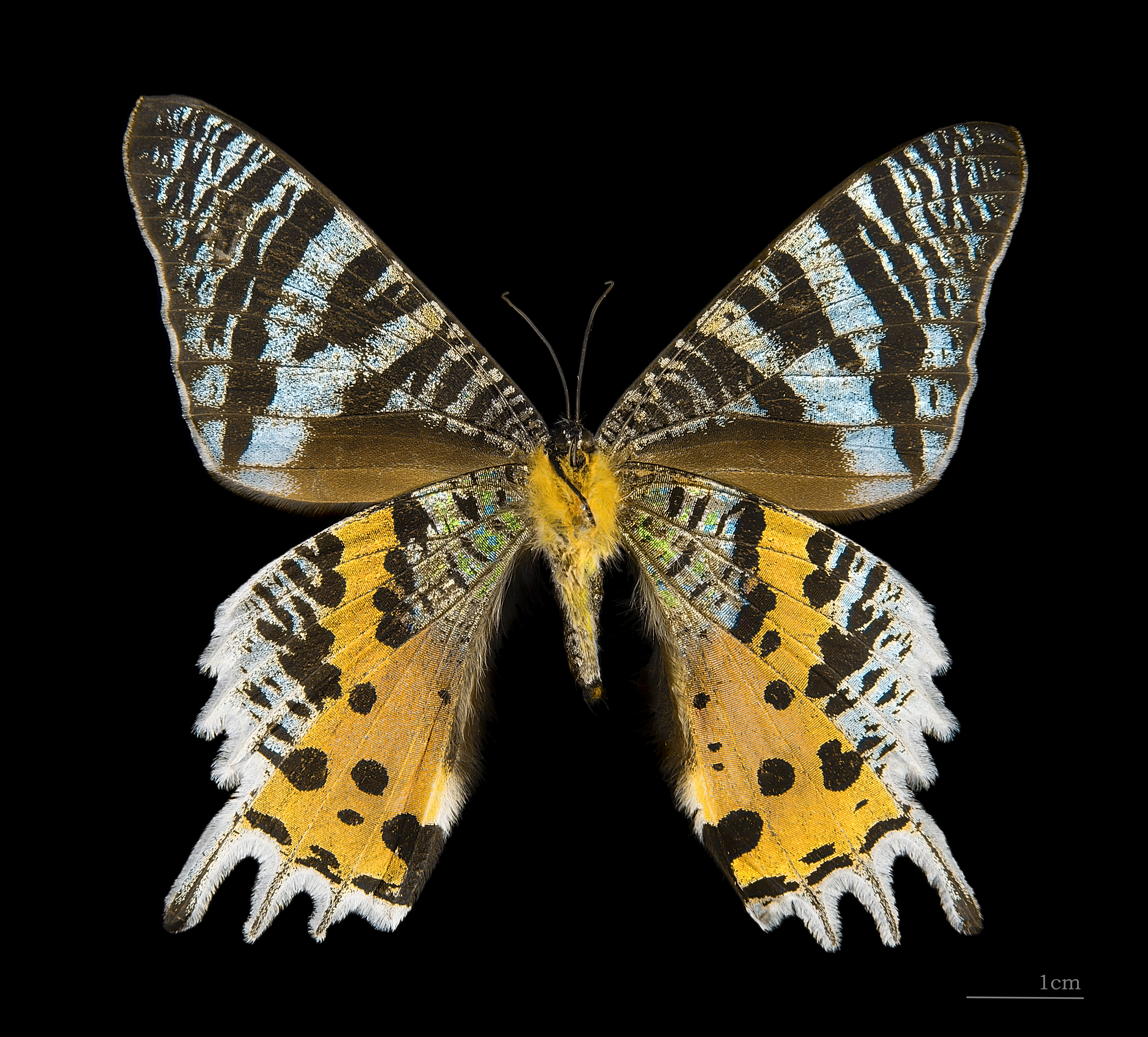
Нижняя сторона крыльев

Размах крыльев 70—90 мм, максимально — до 110 мм. Половой диморфизм развит слабо — самки крупнее самцов. Бабочки из разных частей ареала отличаются по размеру. Средний размах крыльев особей, обитающих в высокогорьях (900—1080 метров над уровнем моря) — 70 мм, а особей, живущих на высотах около 600 метров н.у.м. — около 90 мм. Сами крылья относительно широкие. Передние крылья треугольной формы.
Основной фон крыльев чёрный, на котором находятся разноцветные чешуйки, которые создают радужный рисунок из красных, жёлтых, голубых и зелёных тонов. На крыльях также имеются иризирующие участки — лишённые пигментов, но очень ярко окрашенные благодаря интерференции света в тонких плёнках. Окраска крыльев, в отличие от большинства других бабочек, не пигментная, а комбинационная — сочетающая пигментный и оптический тип окраски. Чёрный цвет крыльев обеспечивает пигмент, а цветные участки обусловлены тонкослойной интерференцией в лентообразных чешуйках на крыльях. Пигмент в нижней части этих чешуек не пропускает свет и придаёт бо́льшую яркость интерференционной окраске. Лучи света, проходя через чешуйки, отражаются как от их внешних, так и от внутренних поверхностей. Два отражения накладываются и на некоторых длинах волн усиливают друг друга, а на некоторых — ослабляют. Эти структурные особенности сделали данный вид и родственные неотропические виды данного семейства объектом многих оптических исследований.
Окраска может существенно отличаться у разных особей. Часто рисунок крыльев может быть асимметричен. Данная асимметрия рисунка, в некоторых случаях, является результатом температурного воздействия, в частности теплового шока на стадии куколки. Последний может быть вызван искусственно в лаборатории, путём помещения куколки в термостат или холодильную камеру. Имаго, появившиеся из таких куколок, лишены естественного узора на крыльях и образуют разнообразные аберрантные формы. Впервые такие эксперименты были проведены Рене Каталой в 1960-х годах.
По краю крыла чешуйки образуют белую бахрому, более широкую на нижних крыльях. Задние крылья характеризуются наличием длинных выростов «хвостиков», образованными за счёт удлинения жилок М1 и М3. Обычно они особенно выражены вдоль М3.
Тело относительно тонкое, сплюснуто с боков, поэтому сверху оно кажется узким, а при взгляде сбоку — толстоватым. На нижней стороне грудь густо опушена ярко-оранжевыми волосками. Глаза крупные, округлые, голые. Хоботок голый, губные щупики хорошо развитые. Усики жгутиковидные, утолщаются к середине. Тимпанальный аппарат расположен на втором сегменте брюшка.

## Ареал и местообитания

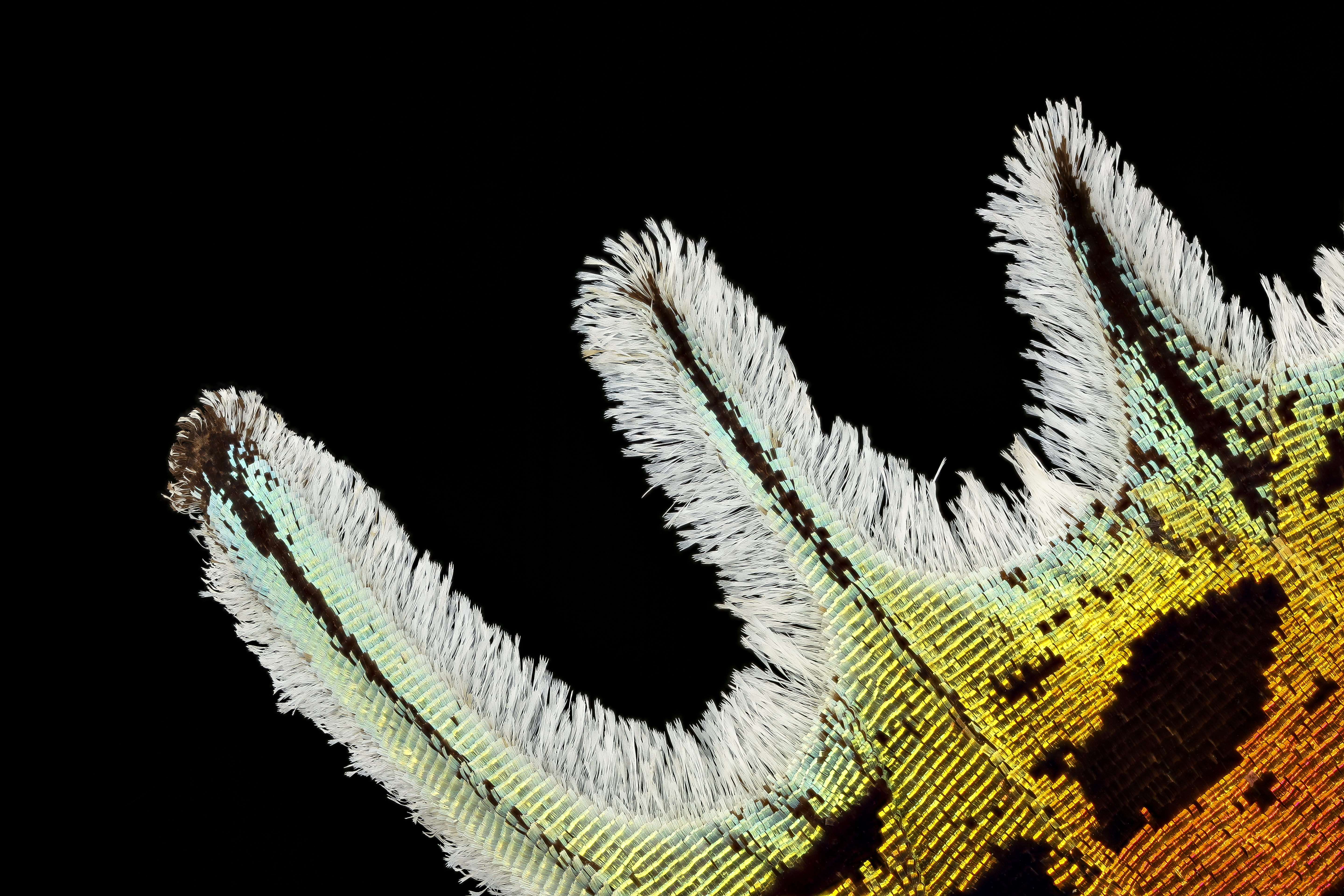

Мадагаскарская урания является эндемиком острова Мадагаскар, где мигрирует между географически изолированными друг от друга популяциями кормовых растений из рода Omphalea (семейство молочайные).
Бабочки встречаются на острове практически повсеместно, за исключением юго-западных районов и полупустынь в регионе Андруи. Мадагаскарские урании мигрируют с западной части острова, где произрастают три вида кормовых растений (Omphalea ankaranensis, Omphalea occidentalis и Omphalea palmata), в восточную часть, где произрастает Omphalea oppositifolia. Три западных вида кормовых растений весьма многочисленны, поскольку находятся на особо охраняемой природной территории. Восточный вид кормового растения не находится под охраной, и плотность его популяции мала. Его среде произрастания угрожает обезлесение. Будучи единственным вечнозелёным видом, Omphalea oppositifolia, видимо, критически важна для питания имаго бабочек.
Вид Urania sloanus из того же подсемейства Uraniinae, обитавший на Ямайке, уже вымер из-за уничтожения одного из видов его кормовых растений. Последний раз его достоверно наблюдали в дикой природе в 1894 или 1895 году, однако, возможно ему удалось сохраниться вплоть до 1908 года.

## Биология
Бабочки встречаются на протяжении всего года с пиком численности с марта по август. Наименьшее количество особей встречается с октября по декабрь.
Мадагаскарская урания активна в светлое время суток, а её яркая окраска предупреждает хищников о том, что бабочка ядовита. Во время миграционных перелётов бабочки собираются для ночного отдыха большими группами.

### Кормовые растения

#### Кормовые растения гусениц

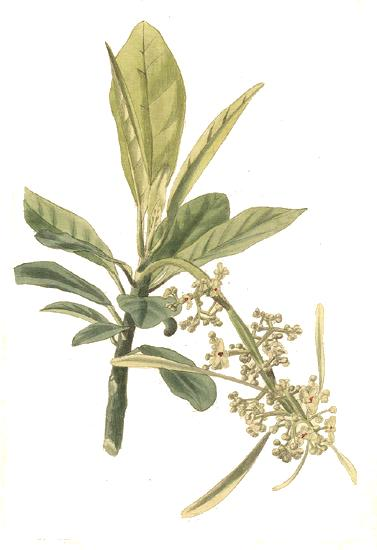
Omphalea triandra

Распространение четырёх видов кормовых растений гусениц из рода Omphalea

По сравнению с C. croesus и другими видами ураний, гусеница мадагаскарской урании является олигофагом и питается исключительно растениями тропического рода Omphalea из семейства молочайных (Euphorbiaceae). В частности, следующими видами:
- O. ankaranensis — кустарник, растущий на известняковых карстовых ландшафтах на севере Мадагаскара;
- O. palmata — кустарник из сухих лесов, близкородственный O. ankaranensis, но из западной части Мадагаскара;
- O. occidentalis — вид из сухих лесов Западного Мадагаскара;
- O. oppositifolia — дерево из влажных лесов восточного берега Мадагаскара[29].

Листья Omphalea, как и других растений семейства молочайных, содержат соки, привлекающие ос, которые представляют опасность для гусениц первых возрастов. Данные растительные соки также привлекают муравьёв, которые охраняют растение, поедая насекомых, наносящих ему вред. Однако, они полностью игнорируют гусениц мадагаскарской урании, поедающих листья. Растения рода Omphalea содержат полигидроксильные алкалоиды, которые могут накапливаться гусеницами и выделяться при необходимости.

#### Кормовые растения имаго
Предпочтение бабочками белых или желтовато-белых цветков указывает на то, что в их жизни важную роль играет зрение. Бо́льшая часть посещаемых растений имеет соцветия, состоящие из мелких цветков или цветков с плотными нитями, придающими им вид бутылочной щётки (часто это выступающие тычинки, как у многих мимозовых, миртовых и комбретовых).
Мадагаскарские урании предпочитают питаться на цветках следующих видов:
- Терминалия (Terminalia catappa)
- Чай (Camellia sinensis)
- Мушмула японская (Eriobotrya japonica)
- Манго (Mangifera indica)
- Cussonia vantsilana
- Виды из рода эвкалиптов (Eucalyptus), в особенности эвкалипт ягодный (E. saligna)

У всех перечисленных видов цветки белого цвета, кроме Camellia sinensis которые имеют жёлтую сердцевину. Все эти растения имеют или густые щетинки, или плотные соцветия маленьких цветков.

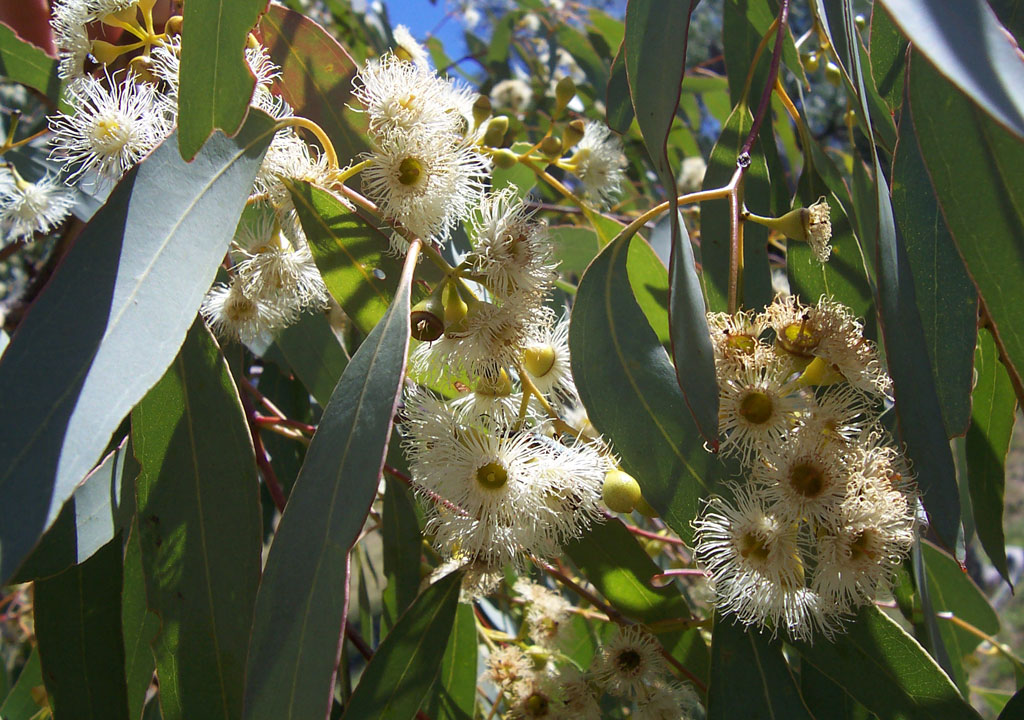
Соцветие эвкалипта ягодного (Eucalyptus melliodora)
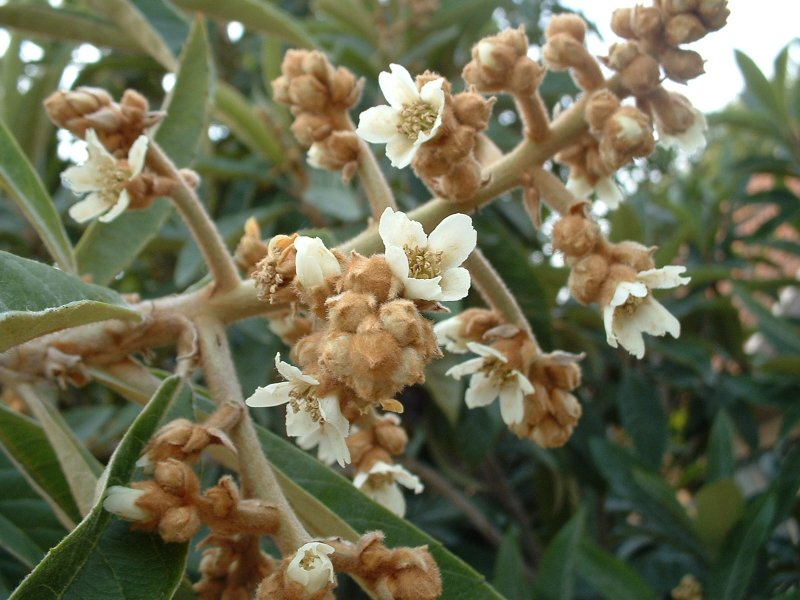
Соцветие мушмулы японской (Eriobotrya japonica)
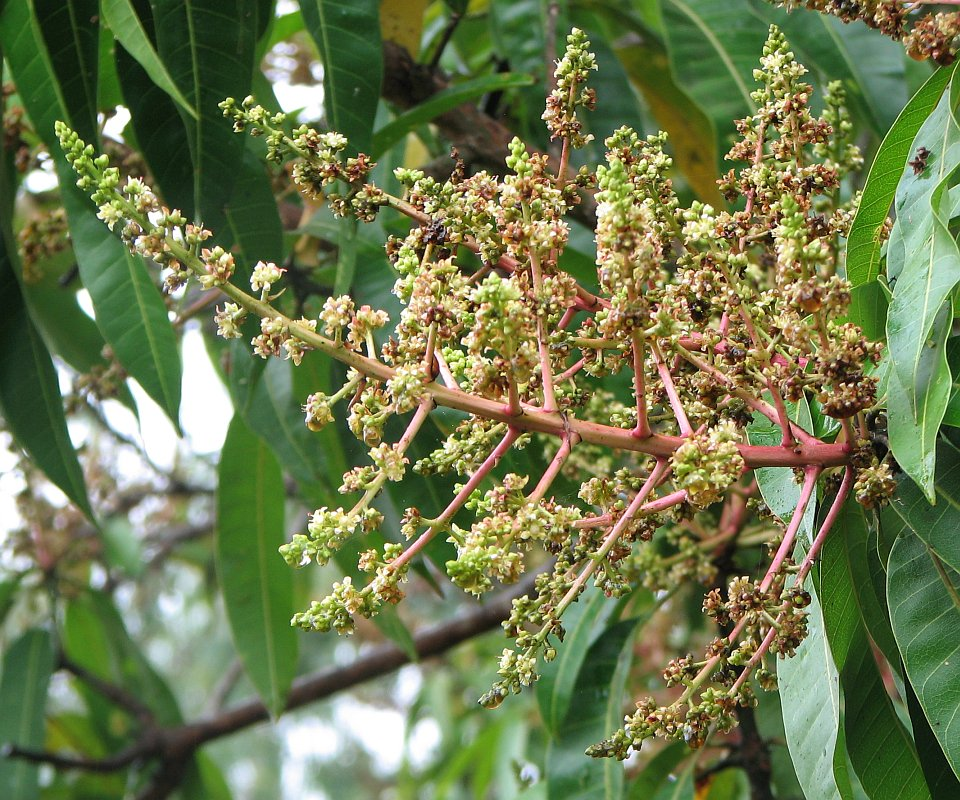
Соцветие манго (Mangifera sp.)
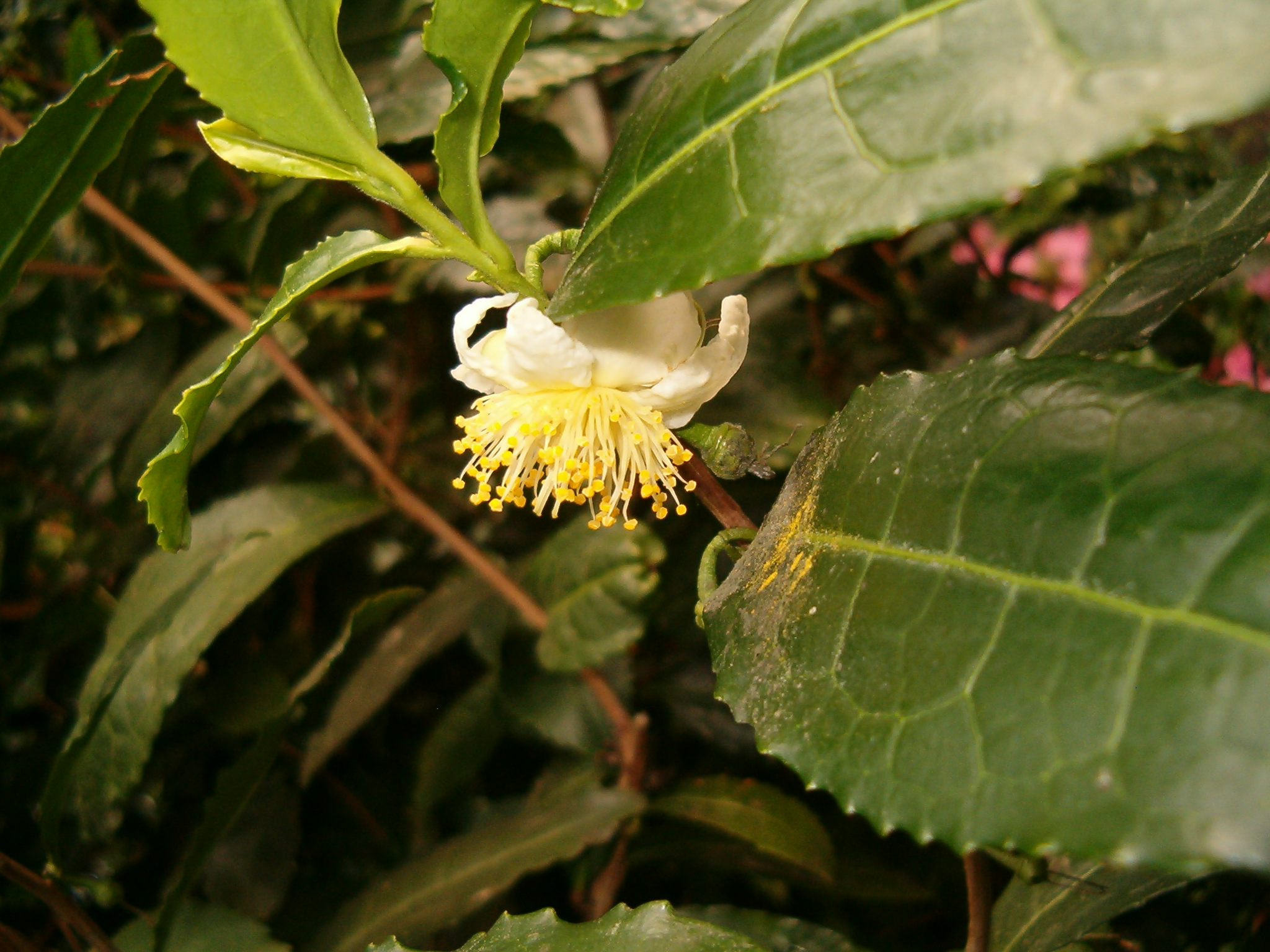
Цветы чая (Camellia sinensis)

### Размножение
Самка откладывает яйца на нижнюю (изредка и на верхнюю) сторону листьев растений рода Omphalea. Как и других представителей семейства ураний, яйца мадагаскарской урании имеют куполообразную форму с выпирающими рёбрами, которых обычно 17, (иногда 16 или 18). Яйца откладываются группами по 60—110 штук, преимущественно около 80.

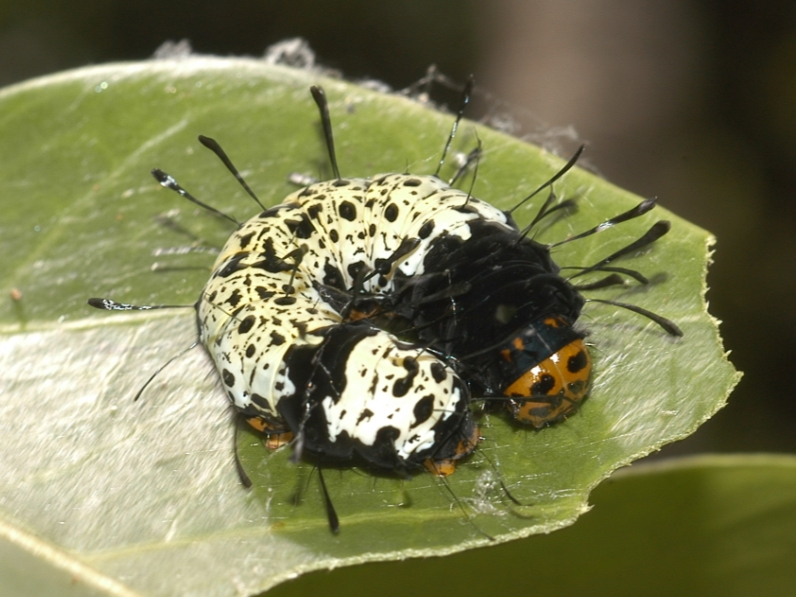
Гусеница последнего возраста на листе Omphalea oppositifolia

Гусеница желтовато-белая с чёрными пятнами и красными ногами. Передний конец её тела чёрного цвета, а голова коричневая с чёрными пятнами. После вылупления, гусеницы первого возраста питаются только тканями между жилками листьев, избегая клейкого ядовитого млечного сока. Спустя 3—4 дня гусеницы начинают поедать, кроме листьев, также цветки, плоды, усики, черешки и молодые стебли. Иногда гусеницы потребляют соки у основания листьев, возле черешков. Латекс, содержащийся в соке растений не склеивает их ротовые органы. Во время передвижения гусеница выделяет шёлковую нить, которая помогает ей удержаться на гладкой нижней стороне листьев, а в случае падения позволяет взобраться обратно.
Гусеницы проходят четыре стадии развития за два месяца в засушливый сезон и за две недели — в сезон дождей. Окукливаясь, гусеница сплетает из шелковистой нити кокон между листьями растения, но чаще он располагается около земли. В тёплое время года на изготовление кокона у гусеницы уходит 10 часов, затем требуется 29 часов для подготовки к метаморфозу. Стадия куколки длится 17 дней в ноябре и 23 дня в июле.

## В культуре

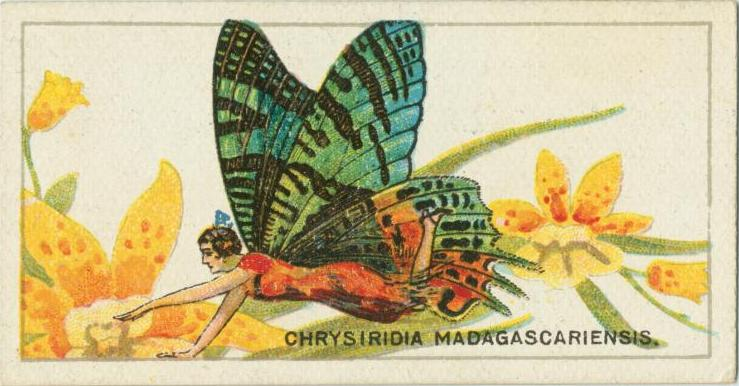
Мадагаскарская урания на пачке сигарет

Мадагаскарская урания считается одним из самых красивых видов чешуекрылых благодаря своей окраске и форме крыльев. Её часто изображают на обложках книг, посвящённых дикой природе. Характерно упоминание в рассказе С. Кржижановского «Боковая ветка» (1928), где гостья из Африки пригрезилась путешествующему по России:
Благоухание неведомых трав, горькое и пряное, врывалось в ноздри; вброшенная ударом голубого воздуха, в вагон впорхнула бабочка и билась смятыми крылышками над подпотолочной сеткой. Квантин узнал узоры её пыльцы: urania ripheus, притропический вид, не перелетающий и двадцатой параллели. Страница энтомологического атласа, приподнявшись — своими пёстрыми подобиями — в память, снова опала под переплётную крышку.
Данный вид представлен почти во всех книгах для широкого круга читателей, посвященных чешуекрылым, и пользуется популярностью у начинающих коллекционеров бабочек либо насекомых. Крылья этих бабочек во времена викторианской эпохи использовались при изготовлении ювелирных изделий.
Мадагаскарская урания представлена на почтовых марках Лесото стоимостью 6 лоти из серии Butterflies of Africa, изданных 20 августа 2007 года.
Местные жители (малагасийцы) называют эту бабочку Adriandolo или Lolonandriana: от lolo — «дух» или «бабочка» и от andriana — «благородный» или «король». Название, таким образом, означает «благородная бабочка», «благородный дух», «королевская бабочка» или «королевский дух».
В малагасийском слово lolo означает бабочку, мотылька или душу, так как куколка напоминает мумифицированное тело, из которого выходит бабочка — как душа из мёртвого тела. Малагасийцы верят, что душа умершего человека перевоплощается в виде мотылька, и причинить ему зло — всё равно что причинить зло предку.